# Dymascus porosus
Dymascus porosus är en skalbaggsart som beskrevs av Francis Polkinghorne Pascoe 1865. Dymascus porosus ingår i släktet Dymascus och familjen långhorningar. Inga underarter finns listade i Catalogue of Life.